# Gerald Presley
Gerald Presley (1942) es un deportista canadiense que compitió en bobsleigh. Ganó una medalla de oro en el Campeonato Mundial de Bobsleigh de 1965, en la prueba cuádruple.

## Palmarés internacional
| Campeonato Mundial | Campeonato Mundial   | Campeonato Mundial | Campeonato Mundial |
| Año                | Lugar                | Medalla            | Prueba             |
| ------------------ | -------------------- | ------------------ | ------------------ |
| 1965               | Sankt Moritz (Suiza) | Medalla de oro     | Cuádruple          |